# Anton Agreiter
Anton Agreiter MHM (ur. 18 marca 1934 w Sant'Andrea in Monte, zm. 15 października 2003 w Bolzano) – niemiecki (tyrolski) duchowny rzymskokatolicki, misjonarz św. Józefa z Mill Hill, prefekt apostolski Falklandów i superior Wyspy Świętej Heleny, Wyspy Wniebowstąpienia i Tristan da Cunha.

## Biografia
Anton Agreiter urodził się 18 marca 1934 w niemieckojęzycznej rodzinie w Sant'Andrea in Monte w Tyrolu Południowym, we Włoszech. 16 lipca 1957 w Londynie z rąk arcybiskupa westminsterskiego Williama Godfreya otrzymał święcenia prezbiteriatu i został kapłanem Stowarzyszenia Misjonarzy św. Józefa z Mill Hill.
1 października 1986 papież Jan Paweł II mianował go prefektem apostolskim Falklandów i superiorem Wyspy Świętej Heleny, Wyspy Wniebowstąpienia i Tristan da Cunha. Zrezygnował z obu tych funkcji 9 sierpnia 2002. Zmarł 15 października 2003 i został pochowany w Bolzano.